# Encarsia punicae
Encarsia punicae är en stekelart som beskrevs av Hayat 1998. Encarsia punicae ingår i släktet Encarsia och familjen växtlussteklar. Inga underarter finns listade i Catalogue of Life.